# Lake Lucerne
Lake Lucerne fue un lugar designado por el censo ubicado en el condado de Miami-Dade en el estado estadounidense de Florida. En el Censo de 2000 tenía una población de 9.132 habitantes y una densidad poblacional de 1.356,11 personas por km².

## Geografía
Lake Lucerne se encuentra ubicado en las coordenadas 25°57′56″N 80°15′14″O / 25.96556, -80.25389. Según la Oficina del Censo de los Estados Unidos, Lake Lucerne tiene una superficie total de 6.73 km², de la cual 6.73 km² corresponden a tierra firme y (0%) 0 km² es agua.

## Demografía
Según el censo de 2000, había 9.132 personas residiendo en Lake Lucerne. La densidad de población era de 1.356,11 hab./km². De los 9.132 habitantes, Lake Lucerne estaba compuesto por el 11.09%% blancos, el 83.75%% eran afroamericanos, el 0.19%% eran amerindios, el 0.16%% eran asiáticos, el 0.01%% eran isleños del Pacífico, el 2.54%% eran de otras razas y el 2.26%% pertenecían a dos o más razas. Del total de la población el 14.82%% eran hispanos o latinos de cualquier raza.